# 雪地排球
雪地排球，是一種球類團隊運動，雙方各3名球員上場，隔著排球網分立在雪地場地兩側。比賽的目標是將球擊過網，其目的在於用手擊球以令球落至對方場中地面而得分。隊伍最多可以用三次觸球將球送過球網，唯同一隊員不得連續觸球。該運動是沙灘排球的變體，發源於奧地利。2015年獲欧洲排球联合会承認此項運動。